# Калининградская правда
«Калинингра́дская пра́вда» — еженедельная газета Королёва (Московская область). Старейшая газета города.
В каждом выпуске газет публикуются общественно-политические новости, события города, информация о деятельности муниципальной власти, а также гороскоп, телепрограмма, рекламные объявления и информационные материалы. Выходит два раза в неделю во вторник и четверг. Распространяется по подписке и в розницу в Королёве.

## История
11 января 1931 года вышел первый номер «Калининградской правды» (в то время город Королёв назывался Калининградом).
За годы существования газета несколько раз меняла название. Сначала она называлась «Пролетарий», позже — «Путь к Победе», а потом была переименована в «Калининградскую правду» и сохранила это название до настоящего времени.
После Октябрьской революции в 1918 году Мытищинская волость была переименована в Пролетарскую. В 1929 году был образован Мытищинский район, в который вошёл посёлок Калининский (прежнее название города Королёв). 11 января 1931 года вышел в свет первый номер областной газеты «Пролетарий». Название отражает своеобразие местности, которая в то время состояла в основном из рабочих посёлков.
С июня 1941 года газета, как и многие советские СМИ, стало призывать к борьбе за победу над Германией. 23 февраля 1942 года вышел очередной номер журнала под названием «Дорога к победе». Это название сохранялось до 31 декабря 1959 года в послевоенный период. После окончания Великой Отечественной войны газета вдохновляла их победами на трудовом фронте, связанными в основном с восстановлением разрушенного войной народного хозяйства.
1 января 1960 года газета получила имя района и стала выходить как «Мытищинская правда». В этом же году в жизни региона произошло важное событие, указом Президиума Верховного Совета РСФСР от 18 августа 1960 года Мытищинский район преобразован в Калининградский (штаб-квартира в Калининграде). Этим же постановлением Калининград и Костино были объединены в один город.
Спустя время издание снова сменило название. Она стала выходить под названием «Калининградская правда», орган Калининградского Госкомитета КПСС и Калининградской районного и городского Советов народных депутатов. В это время в состав территории входили города Калининград, Пушкино и Ивантеевка.
30 декабря 1962 года Мытищинский район был выделен из его состава, а Калининград стал областным городом национального значения. 27 апреля 1962 года она вышла в качестве органа Калининградского Госкомитета КПСС и Калининградского городского Совета народных депутатов.
С 2019 года «Калининградская правда» выпускается с новым дизайном, появился слоган «Старейшая газета города, которая зазвучала по-новому», изменился логотип газеты и фирменные цвета. В том же году стартовал новый проект «Калининградка видеоверсия» о важных городских событиях, насущных проблемах и людях города.
В 2021 году издание отметило 90-летний юбилей.
По состоянию на сентябрь 2021 года главным редактором издания является Юлиана Бададгулова..